# Akao Yoshinobu
Yoshinobu Akao (sinh ngày 3 tháng 10 năm 1975) là một cầu thủ bóng đá người Nhật Bản.

## Sự nghiệp câu lạc bộ
Yoshinobu Akao đã từng chơi cho Ventforet Kofu.